# Cipocereus bradei
Cipocereus bradei là một loài thực vật có hoa trong họ Cactaceae. Loài này được (Backeb. & Voll) Zappi & N.P.Taylor mô tả khoa học đầu tiên năm 1991.